# Mesnard-la-Barotière
Mesnard-la-Barotière è un comune francese di 1 262 abitanti situato nel dipartimento della Vandea nella regione dei Paesi della Loira.

## Società

### Evoluzione demografica
Abitanti censiti